# Psephenus texanus
Psephenus texanus är en skalbaggsart som beskrevs av Brown och Arrington 1967. Psephenus texanus ingår i släktet Psephenus och familjen Psephenidae. Inga underarter finns listade i Catalogue of Life.